# Alison Krauss
Alison Maria Krauss (ur. 23 lipca 1971 w Decatur) – amerykańska piosenkarka bluegrassowa, gra na skrzypcach (fiddle). Występuje m.in. z zespołem jako Alison Krauss + Union Station (AKUS). Dwudziestosiedmiokrotna laureatka nagrody amerykańskiego przemysłu fonograficznego Grammy.
Alison Krauss ma korzenie francusko-angielsko-maltańskie. W wieku pięciu lat zaczęła uczyć się gry na skrzypcach, a trzy lata później wystartowała w lokalnym konkursie talentów. W wieku trzynastu lat zajęła pierwsze miejsce na mistrzostwach skrzypcowych w trakcie Walnut Valley Festival. Wtedy też poznała Dana Tyminskiego oraz muzyków zespołu Union Station, z którymi później współpracowała.

## Dyskografia
Albumy
| Different Strokes                                            | - Data: 1985 - Wydawca: Fiddle Tunes                 | —  | —   | —  | —  | —  |                     |  |  |                             |                             |                             |                             |                             |                             |                             |                             |                             |                             |                             |                             |                             |                             |                             |                             |                             |                             |                             |                             |
| Too Late to Cry                                              | - Data: 1987 - Wydawca: Rounder Records              | —  | —   | —  | —  | —  |                     |  |  |                             |                             |                             |                             |                             |                             |                             |                             |                             |                             |                             |                             |                             |                             |                             |                             |                             |                             |                             |                             |
| Two Highways (Alison Krauss and Union Station)               | - Data: 1989 - Wydawca: Rounder Records              | —  | —   | —  | —  | —  |                     |  |  |                             |                             |                             |                             |                             |                             |                             |                             |                             |                             |                             |                             |                             |                             |                             |                             |                             |                             |                             |                             |
| I've Got That Old Feeling                                    | - Data: 1 lipca 1991 - Wydawca: Rounder Records      | —  | —   | —  | —  | —  |                     |  |  |                             |                             |                             |                             |                             |                             |                             |                             |                             |                             |                             |                             |                             |                             |                             |                             |                             |                             |                             |                             |
| Every Time You Say Goodbye (Alison Krauss and Union Station) | - Data: 14 lutego 1992 - Wydawca: Rounder Records    | —  | —   | —  | —  | —  |                     |  |  |                             |                             |                             |                             |                             |                             |                             |                             |                             |                             |                             |                             |                             |                             |                             |                             |                             |                             |                             |                             |
| So Long So Wrong (Alison Krauss and Union Station)           | - Data: 25 marca 1997 - Wydawca: Rounder Records     | 45 | 123 | —  | —  | —  | - USA: złota płyta  |  |  |                             |                             |                             |                             |                             |                             |                             |                             |                             |                             |                             |                             |                             |                             |                             |                             |                             |                             |                             |                             |
| Forget About It                                              | - Data: 3 sierpnia 1999 - Wydawca: Rounder Records   | 60 | 77  | —  | —  | —  | - USA: złota płyta  |  |  |                             |                             |                             |                             |                             |                             |                             |                             |                             |                             |                             |                             |                             |                             |                             |                             |                             |                             |                             |                             |
| New Favorite (Alison Krauss and Union Station)               | - Data: 14 sierpnia 2001 - Wydawca: Rounder Records  | 35 | 72  | —  | —  | —  | - USA: złota płyta  |  |  |                             |                             |                             |                             |                             |                             |                             |                             |                             |                             |                             |                             |                             |                             |                             |                             |                             |                             |                             |                             |
| Lonely Runs Both Ways (Alison Krauss and Union Station)      | - Data: 23 listopada 2004 - Wydawca: Rounder Records | 29 | 126 | 90 | —  | —  | - USA: złota płyta  |  |  |                             |                             |                             |                             |                             |                             |                             |                             |                             |                             |                             |                             |                             |                             |                             |                             |                             |                             |                             |                             |
| Paper Airplane (Alison Krauss and Union Station)             | - Data: 12 kwietnia 2011 - Wydawca: Rounder Records  | 3  | 11  | 49 | 32 | 10 | - UK: srebrna płyta |  |  |                             |                             |                             |                             |                             |                             |                             |                             |                             |                             |                             |                             |                             |                             |                             |                             |                             |                             |                             |                             |
| Windy City                                                   | - Data: 17 lutego 2017 - Wydawca: Capitol/Decca      |    |     |    |    |    |                     |  |  | "—" album nie był notowany. | "—" album nie był notowany. | "—" album nie był notowany. | "—" album nie był notowany. | "—" album nie był notowany. | "—" album nie był notowany. | "—" album nie był notowany. | "—" album nie był notowany. | "—" album nie był notowany. | "—" album nie był notowany. | "—" album nie był notowany. | "—" album nie był notowany. | "—" album nie był notowany. | "—" album nie był notowany. | "—" album nie był notowany. | "—" album nie był notowany. | "—" album nie był notowany. | "—" album nie był notowany. | "—" album nie był notowany. | "—" album nie był notowany. |

Współpraca
| I Know Who Holds Tomorrow (oraz The Cox Family) | - Data: 28 stycznia 1994 - Wydawca: Rounder Records     | — | — | —  | —  | —  | — | —  | —  |                                                                     |                             |                             |                             |                             |                             |                             |                             |                             |                             |                             |                             |                             |                             |                             |                             |                             |                             |                             |                             |
| Raising Sand (oraz Robert Plant)                | - Data: 23 października 2007 - Wydawca: Rounder Records | 2 | 2 | 31 | 26 | 45 | 3 | 23 | 42 | - USA: platynowa płyta - CAN: platynowa płyta - UK: platynowa płyta |                             |                             |                             |                             |                             |                             |                             |                             |                             |                             |                             |                             |                             |                             |                             |                             |                             |                             |                             |
| Raising The Roof (oraz Robert Plant)            | - Data: 19 listopada 2021 - Wydawca: Rounder Records    |   |   |    |    |    |   |    |    | "—" album nie był notowany.                                         | "—" album nie był notowany. | "—" album nie był notowany. | "—" album nie był notowany. | "—" album nie był notowany. | "—" album nie był notowany. | "—" album nie był notowany. | "—" album nie był notowany. | "—" album nie był notowany. | "—" album nie był notowany. | "—" album nie był notowany. | "—" album nie był notowany. | "—" album nie był notowany. | "—" album nie był notowany. | "—" album nie był notowany. | "—" album nie był notowany. | "—" album nie był notowany. | "—" album nie był notowany. | "—" album nie był notowany. | "—" album nie był notowany. |

Kompilacje
| Now That I've Found You: A Collection       | - Data: 7 lutego 1995 - Wydawca: Rounder Records   | 13 | 123 | —  | —  | —  | - USA: 2x platynowa płyta - CAN: złota płyta - UK: srebrna płyta |
| Home on the Highways: Band Picked Favorites | - Data: 10 maja 2005 - Wydawca: Cracker Barrel     | —  | —   | —  | —  | —  |                                                                  |
| A Hundred Miles or More: A Collection       | - Data: 3 kwietnia 2007 - Wydawca: Rounder Records | 10 | 38  | 91 | —  | —  | - USA: złota płyta                                               |
| Essential Alison Krauss                     | - Data: 21 lipca 2009 - Wydawca: Decca Records UK  | —  | 13  | —  | 25 | 37 |                                                                  |
| "—" album nie był notowany.                 |                                                    |    |     |    |    |    |                                                                  |

Albumy koncertowe
| Tytuł                                  | Dane dot. albumu                                    | Pozycja na liście | Certyfikat                                   |
| Tytuł                                  | Dane dot. albumu                                    | USA               | Certyfikat                                   |
| -------------------------------------- | --------------------------------------------------- | ----------------- | -------------------------------------------- |
| Live (Alison Krauss and Union Station) | - Data: 5 listopada 2002 - Wydawca: Rounder Records | 36                | - USA: 2x platynowa płyta - CAN: złota płyta |

## Nagrody i wyróżnienia
| Rok  | Kategoria                                                      | Tytułem                                              | Nagroda                                          | Nota      | Źródło |
| ---- | -------------------------------------------------------------- | ---------------------------------------------------- | ------------------------------------------------ | --------- | ------ |
| 1990 | Female Vocalist of the Year                                    | Alison Krauss                                        | International Bluegrass Music Association Awards | Laur      | [ 26 ] |
| 1990 | Best Bluegrass Recording                                       | I've Got That Old Feeling                            | Grammy                                           | Laur      | [ 27 ] |
| 1991 | Female Vocalist of the Year                                    | Alison Krauss                                        | International Bluegrass Music Association Awards | Laur      | [ 26 ] |
| 1991 | Entertainer of the Year                                        | Alison Krauss & Union Station                        | International Bluegrass Music Association Awards | Laur      | [ 26 ] |
| 1991 | Album of the Year                                              | I've Got That Old Feeling                            | International Bluegrass Music Association Awards | Laur      | [ 26 ] |
| 1992 | Best Bluegrass Album                                           | Every Time You Say Goodbye                           | Grammy                                           | Laur      | [ 27 ] |
| 1993 | Entertainer of the Year                                        | Alison Krauss & Union Station                        | International Bluegrass Music Association Awards | Laur      | [ 26 ] |
| 1993 | Female Vocalist of the Year                                    | Alison Krauss                                        | International Bluegrass Music Association Awards | Laur      | [ 26 ] |
| 1994 | Best Southern Gospel, Country Gospel Or Bluegrass Gospel Album | I Know Who Holds Tomorrow                            | Grammy                                           | Laur      | [ 27 ] |
| 1995 | Entertainer of the Year                                        | Alison Krauss & Union Station                        | International Bluegrass Music Association Awards | Laur      | [ 26 ] |
| 1995 | Female Vocalist of the Year                                    | Alison Krauss                                        | International Bluegrass Music Association Awards | Laur      | [ 26 ] |
| 1995 | Best Country Collaboration With Vocals                         | Somewhere In The Vicinity Of The Heart               | Grammy                                           | Laur      | [ 27 ] |
| 1995 | Best Female Country Vocal Performance                          | Baby, Now That I've Found You                        | Grammy                                           | Laur      | [ 27 ] |
| 1996 | Best Country Collaboration With Vocals                         | High Lonesome Sound                                  | Grammy                                           | Laur      | [ 27 ] |
| 1997 | Best Bluegrass Album                                           | So Long So Wrong                                     | Grammy                                           | Laur      | [ 27 ] |
| 1997 | Best Country Instrumental Performance                          | Little Liza Jane                                     | Grammy                                           | Laur      | [ 27 ] |
| 1997 | Best Country Performance By A Duo Or Group With Vocal          | Looking In The Eyes Of Love                          | Grammy                                           | Laur      | [ 27 ] |
| 1997 | Song of the Year                                               | High Lonesome Sound                                  | International Bluegrass Music Association Awards | Laur      | [ 26 ] |
| 1998 | Best Country Collaboration With Vocals                         | Same Old Train                                       | Grammy                                           | Laur      | [ 27 ] |
| 1998 | Bluegrass Recorded Song of the Year                            | Living Prayer                                        | Gospel Music Association Dove Awards             | Laur      | [ 28 ] |
| 2000 | Best Country Instrumental Performance                          | Leaving Cottondale                                   | Grammy                                           | Laur      | [ 27 ] |
| 2001 | Best Bluegrass Album                                           | New Favorite                                         | Grammy                                           | Laur      | [ 27 ] |
| 2001 | Best Country Performance By A Duo Or Group With Vocal          | The Lucky One                                        | Grammy                                           | Laur      | [ 27 ] |
| 2001 | Album Of The Year                                              | O Brother, Where Art Thou? - Soundtrack              | Grammy                                           | Laur      | [ 27 ] |
| 2001 | Vocal/Instrumental Collaboration of the Year                   | Get Me Through December                              | Canadian Country Music Awards 2000               | Laur      | [ 29 ] |
| 2001 | Album of the Year                                              | O Brother, Where Art Thou?                           | International Bluegrass Music Association Awards | Laur      | [ 26 ] |
| 2001 | Gospel Recorded Performance of the Year                        | I'll Fly Away                                        | International Bluegrass Music Association Awards | Laur      | [ 26 ] |
| 2002 | Best Contemporary Folk Album                                   | This Side                                            | Grammy                                           | Laur      | [ 27 ] |
| 2002 | Album of the Year                                              | Down from the Mountain                               | International Bluegrass Music Association Awards | Laur      | [ 26 ] |
| 2003 | Best Bluegrass Album                                           | Live                                                 | Grammy                                           | Laur      | [ 27 ] |
| 2003 | Best Country Instrumental Performance                          | Cluck Old Hen                                        | Grammy                                           | Laur      | [ 27 ] |
| 2003 | Best Country Collaboration With Vocals                         | How's The World Treating You                         | Grammy                                           | Laur      | [ 27 ] |
| 2003 | Album of the Year                                              | Live                                                 | International Bluegrass Music Association Awards | Laur      | [ 26 ] |
| 2004 | Recorded Event of the Year                                     | Livin', Lovin', Losin': Songs of the Louvin Brothers | International Bluegrass Music Association Awards | Laur      | [ 26 ] |
| 2005 | Top Vocal Group                                                | Alison Krauss & Union Station                        | Academy of Country Music Awards                  | Nominacja | [ 30 ] |
| 2005 | Vocal Event of the Year                                        | Whiskey Lullaby (Brad Paisley ft. Alison Krauss)     | Academy of Country Music Awards                  | Laur      | [ 31 ] |
| 2005 | Video of the Year                                              | Whiskey Lullaby (Brad Paisley ft. Alison Krauss)     | Academy of Country Music Awards                  | Laur      | [ 31 ] |
| 2005 | Single Record of the Year                                      | Whiskey Lullaby (Brad Paisley ft. Alison Krauss)     | Academy of Country Music Awards                  | Nominacja | [ 30 ] |
| 2005 | Song of the Year                                               | Whiskey Lullaby (Brad Paisley ft. Alison Krauss)     | Academy of Country Music Awards                  | Nominacja | [ 30 ] |
| 2005 | Best Country Album                                             | Lonely Runs Both Ways                                | Grammy                                           | Laur      | [ 27 ] |
| 2005 | Best Country Instrumental Performance                          | Unionhouse Branch                                    | Grammy                                           | Laur      | [ 27 ] |
| 2005 | Best Country Performance By A Duo Or Group With Vocal          | Restless                                             | Grammy                                           | Laur      | [ 27 ] |
| 2006 | Bluegrass Recorded Song of the Year                            | Children of the Living God                           | Gospel Music Association Dove Awards             | Laur      | [ 28 ] |
| 2007 | Best Pop Collaboration With Vocals                             | Gone Gone Gone (Done Moved On)                       | Grammy                                           | Laur      | [ 27 ] |
| 2008 | Best Contemporary Folk/Americana Album                         | Raising Sand                                         | Grammy                                           | Laur      | [ 27 ] |
| 2008 | Best Country Collaboration With Vocals                         | Killing The Blues                                    | Grammy                                           | Laur      | [ 27 ] |
| 2008 | Best Pop Collaboration With Vocals                             | Rich Woman                                           | Grammy                                           | Laur      | [ 27 ] |
| 2008 | Album Of The Year                                              | Raising Sand                                         | Grammy                                           | Laur      | [ 27 ] |
| 2008 | Record Of The Year                                             | Please Read The Letter                               | Grammy                                           | Laur      | [ 27 ] |
| 2011 | Best Bluegrass Album                                           | Paper Airplane                                       | Grammy                                           | Laur      | [ 27 ] |

## Filmografia
| Tytuł                                                            | Rok  | Rola          | Uwagi                                                                | Źródło |
| ---------------------------------------------------------------- | ---- | ------------- | -------------------------------------------------------------------- | ------ |
| "Hazel Dickens: It's Hard to Tell the Singer from the Song"      | 2002 | jako ona sama | film dokumentalny, reżyseria: Mimi Pickering                         | [ 32 ] |
| "Lightning in a Bottle"                                          | 2004 | jako ona sama | film dokumentalny, reżyseria: Antoine Fuqua                          | [ 33 ] |
| "Charlie Louvin: Still Rattlin' the Devil's Cage"                | 2011 | jako ona sama | film dokumentalny, reżyseria: Blake Judd, Keith Neltner              | [ 34 ] |
| "The Making of The Blackbird Diaries and The Ringmaster General" | 2012 | jako ona sama | film dokumentalny, reżyseria: Chris James Champeau, David A. Stewart | [ 35 ] |
| "Revival: The Sam Bush Story"                                    | 2015 | jako ona sama | film dokumentalny, reżyseria: Wayne Franklin, Kris Wheeler           | [ 36 ] |